# 赛丁
赛丁，是西班牙阿拉贡自治区韦斯卡省的一个市镇。总面积93平方公里，总人口1672人（2001年），人口密度18人/平方公里。